# Michel Lesturgeon
Michel Lesturgeon – francuski judoka.
Zdobył cztery medale mistrzostw Europy w latach 1962 - 1964, w tym dwa w drużynie. Wicemistrz Francji w 1961 i 1965 roku.